# Костюковка (Воронежская область)
Костюковка — село в Подгоренском районе Воронежской области. Входит в состав Сагуновского сельского поселения. Старое название — «Малые Сагуны».

## География
Расположено в 20 км к северо-востоку от районного центра в центральной части Сагуновского сельского поселения. Примыкает с запада к слободе Сагуны.

## История
Хутор Малые Сагуны основан в середине XVIII века казаками Острогожского слободского полка. Известно, что хутор уже существовал в 1760 г. (РГВИА, фонд 14, опись 1, дело 1696). Нынешнее название произошло от фамилии первопоселенца Костюкова. По 8 ревизии в 1835 году в хуторе Малые Сагуны было 389 войсковых жителей мужского пола и 449 — женского.

## Население
| 2010 |
| ---- |
| 197  |